# 馬蒂冰原島峰
80°9′S 155°14′E / 80.150°S 155.233°E
馬蒂冰原島峰（英語：Marty Nunataks）是南極洲的冰原島峰，位於奧次地，處於黑文山和萬蒂奇山之間，屬於不列顛嶺的一部分，海拔高度超過2,000米，現時由南極條約體系管理。